# Corps Austria Frankfurt am Main

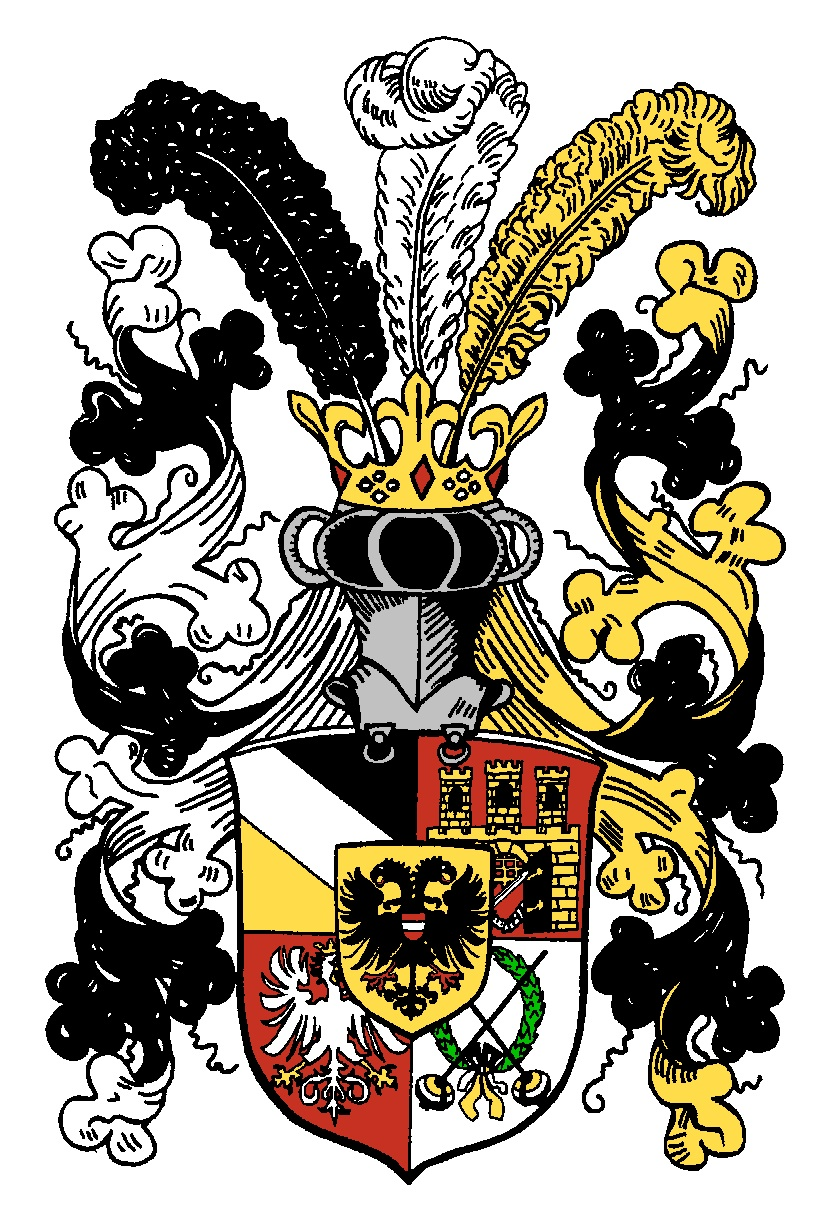
Blason

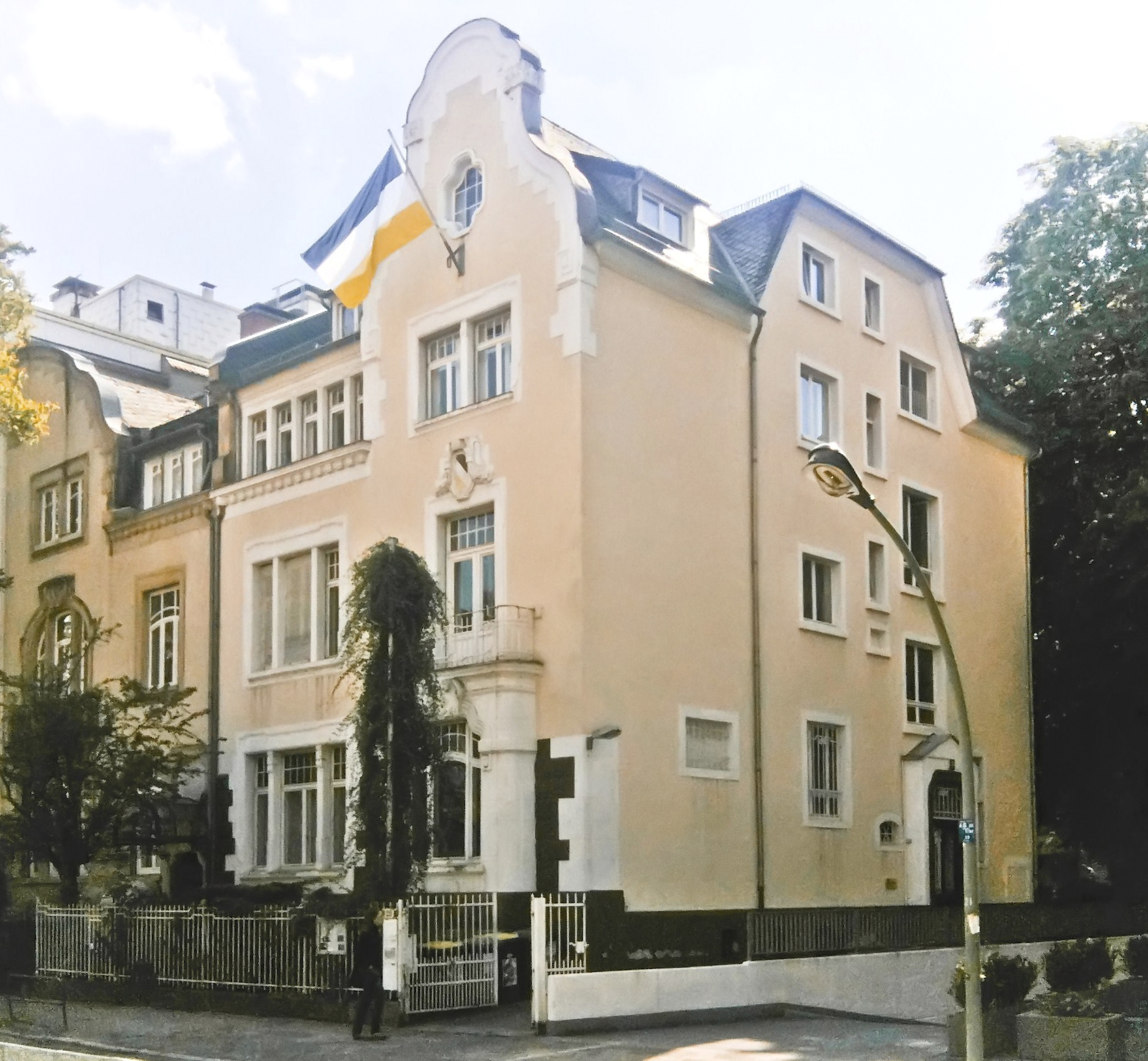
Maison de Corps de l'Austria

Le Corps Austria est un corps du Kösener Senioren-Convents-Verband (KSCV), l'une des plus anciennes associations corporatives. Le corps est combattant portant couleur (de). Il rassemble des étudiants et anciens élèves de l'Université Johann Wolfgang Goethe de Francfort-sur-le-Main. Les membres du Corps sont appelés "Autrichiens".

## Couleur

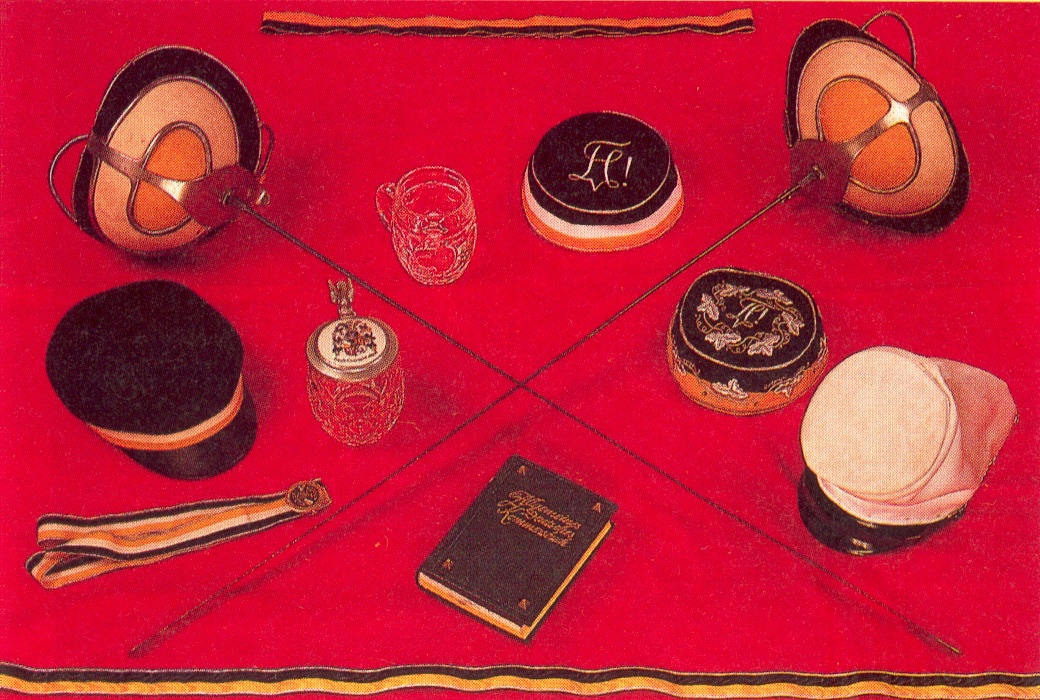
Couleur

L'Autria porte les couleurs "noir-blanc-jaune" avec des percussions argentées. Une casquette étudiante (de) noire est portée en complément. Pendant le semestre d'été, un attaquant blanc est porté si le CC en décide ainsi. Pour aller au bar, on porte des vestes de bar noires. Les fuchs des Autrichiens portent une bande de renard aux couleurs "noir et jaune", également à percussion argentée. La devise est "Par l'unité forte ! “.

## Historique
Craignant les idées éclairées et libérales de la Révolution française, le Diète d'Empire de Ratisbonne interdit toutes les fraternités étudiantes en 1793. Cependant, cette interdiction n'est strictement appliquée dans la monarchie des Habsbourg qu'avec l'aide de l'appareil de répression de Metternich. Il est même interdit aux étudiants d'échanger des lettres avec des universités étrangères. Après un bref épisode libéral dans le sillage de la Révolution de mars 1848, les associations sont à nouveau interdites en 1849. Ce n'est qu'en 1859 que les conditions changent à un point tel qu'il est possible de créer des associations d'étudiants sur le modèle des autres États allemands. Le déclencheur de ce changement est la défaite dévastatrice de l'Autriche lors de la bataille de Solférino et la situation financière désolante de l'État. Pour les réformes nécessaires, l'empereur François-Joseph Ier a besoin du soutien des libéraux bourgeois.
Alors que dans le reste des états allemands, la nationalité des étudiants n'est pas un problème dans la plupart des cas, la question de la nationalité devient problématique en raison du conflit de nationalité dans l'empire multiethnique des Habsbourg. Les Tchèques, par exemple, considérent les formes de fraternité introduites à Prague depuis les autres états allemands comme « typiquement allemandes », tandis que les Autrichiens germanophones considérent de plus en plus les fraternités comme une expression de leur identité nationale. Dans ce contexte, il n'est pas rare que les étudiants des fraternités s'attirent l'agressivité des autres groupes ethniques avec leurs couleurs vives.

## Histoire

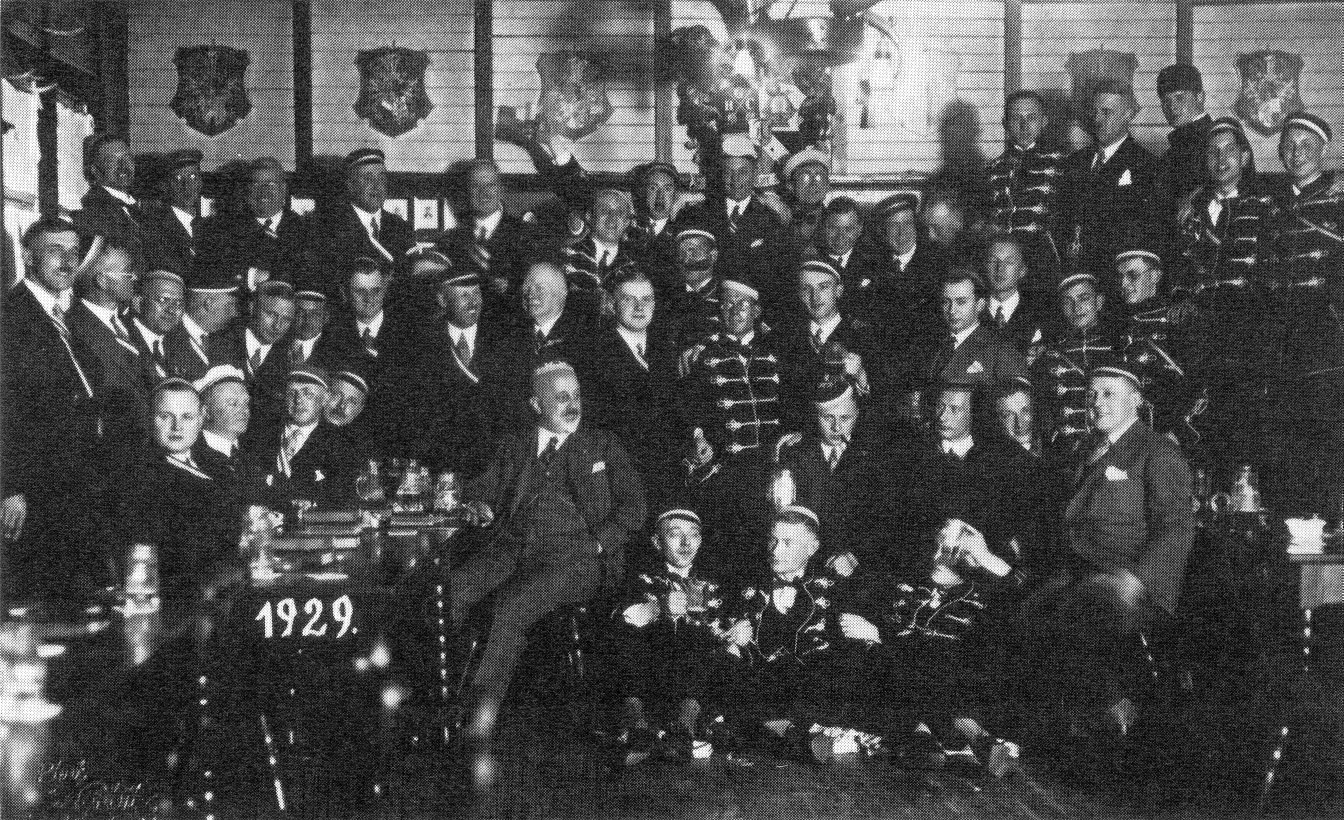
Célébration de la fondation en 1929 dans l'ancienne maison du corps

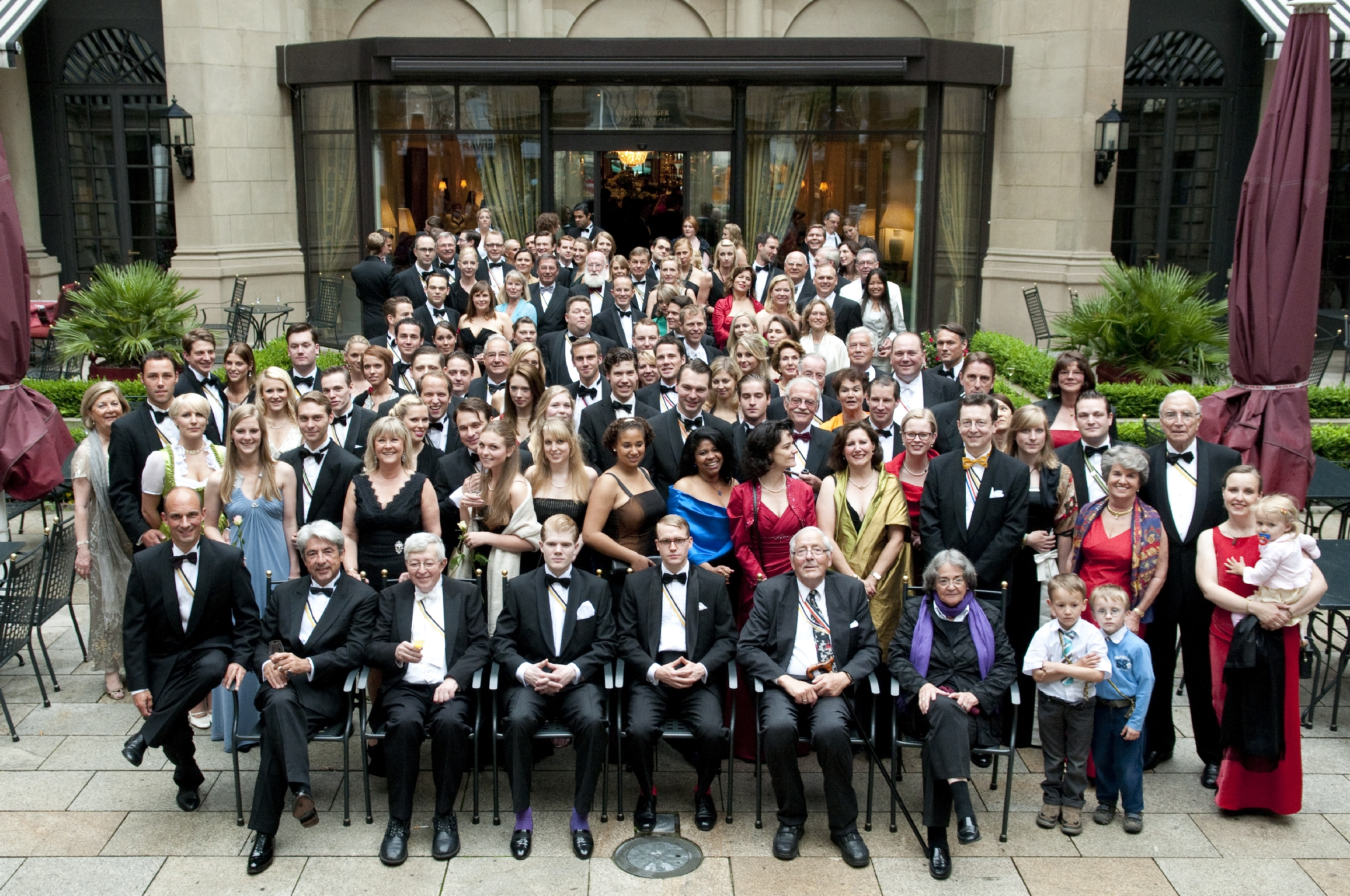
150e fête de la fondation (2011)

Le Corps Austria est fondé le 23 février 1861 par des étudiants de l'Université Charles-Ferdinand de Prague. Il se déclare corps en 1873. De 1884 à 1905, il existe sous le nom de "Deutsch-akademische Verbindung Austria". En 1905, l'Austria se déclare à nouveau corps.
Lors de la bataille de Kuchelbad (de) le 28 juin 1881, dans un lieu d'excursion populaire près de Prague, des étudiants tchèques attaquent les participants à la fête de la fondation. La violence des affrontements entre les nationalités à Prague atteint ainsi une nouvelle dimension. Le conflit des nationalités au sein de l'État multiethnique d'Autriche-Hongrie, qui n'est jamais définitivement résolu, s'est encore aggravé par la suite avec l l'ordonnance sur la langue de Badeni et conduit finalement à l'éclatement de l'État multiethnique pendant la Première Guerre mondiale.
Comme il n'est plus possible de continuer à exister à Prague après la Première Guerre mondiale, le Corps déménage en 1919 à Francfort-sur-le-Main, via Innsbruck à Francfort-sur-le-Main en 1919 vers la nouvelle université Johann Wolfgang Goethe. La même année, l'Austria rejoint le Kösener Senioren-Convents-Verband. En 1929, 1991 et 2015, l'Autriche préside le faubourg de la KSCV (de).
Après des conflits internes, l'Austria refuse en 1935 d'exclure les frères de corps "non purs aryens". Le corps actif doit s'arrêter en 1936. En février 1939, l'Association des anciens est dissoute de force par un décret de la Gestapo pour avoir refusé de coopérer avec l'Union nationale socialiste des étudiants. Le corps est reconstitué en 1949 à Francfort-sur-le-Main, reprenant les membres du corps Hassia Frankfurt.
En janvier 1950, l'Austria est l'un des 22 corps qui se sont réunis dans la communauté d'intérêt et qui préparent la refondation de la KSCV le 19 mai 1951.

## Relations externes
En raison de la structure de ses relations avec les autres corps, le corps autrichien est compté parmi le cercle bleu (de) du KSCV. La deuxième année se réfère à la conclusion de la relation d'amitié ou de présentation précédente.
Cartel
Corps Marchia Berlin (de)
Corps amis
Corps Moenania Würzburg (de) (depuis 1921)
Corps Rhaetia-Innsbruck zu Augsburg (de)
Corps Suevia Heidelberg
Corps Rhenania Tübingen
Corps Palaiomarchia (de) (depuis 1996)
Corps Palaiomarchia-Masovia (de) (depuis 1920 via Masovia)

## Membres notables

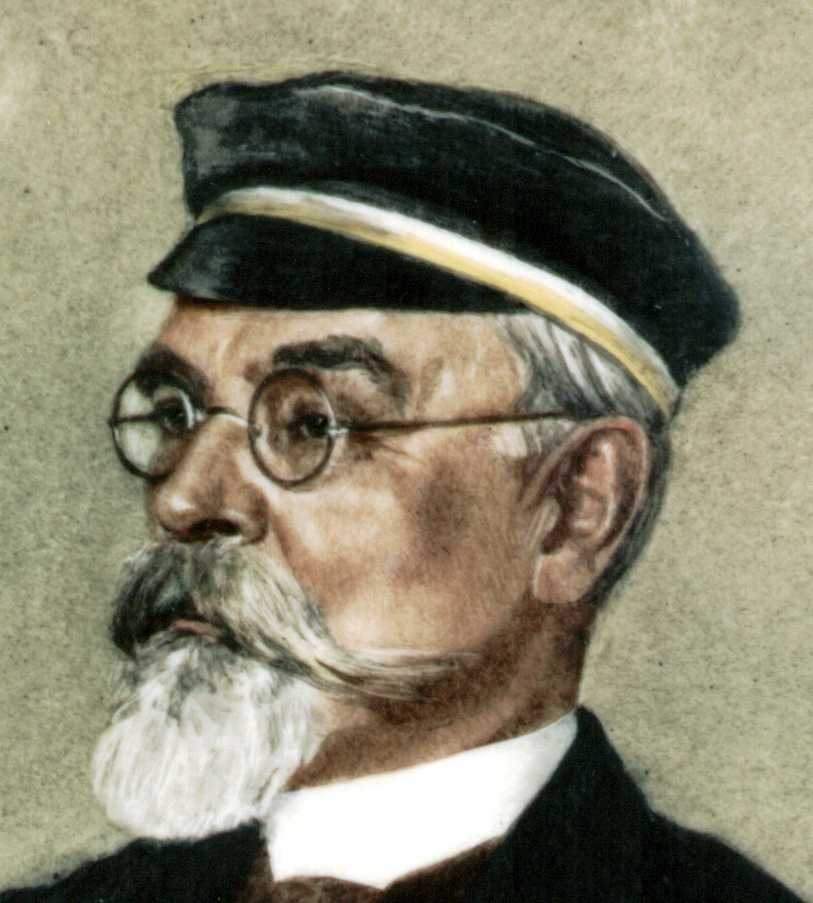
Josef Neuwirth vers 1925

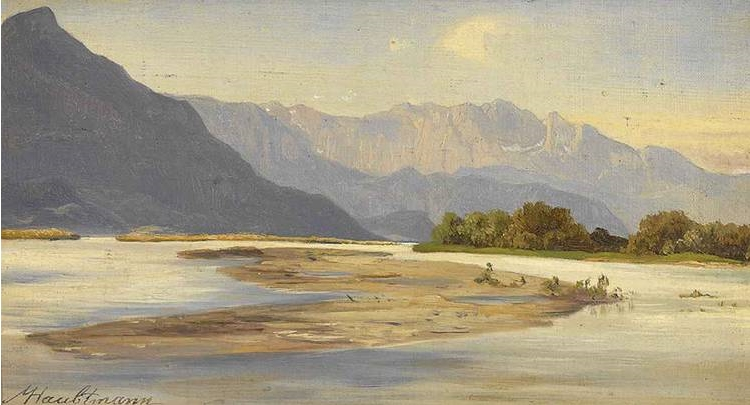
Peinture de Michael Haubtmann

- Alois Bauer (de) (1845–1928), propriétaire foncier et député du Reichsrat
- Volker Bergen (de) (né en 1939), professeur d'économie
- Ludwig Bernheim (de) (1884–1974), administrateur de l'arrondissement de Sinsheim (de)
- Jürgen Beyer (de) (né en 1936), professeur de médecine interne
- Erich Czech (de) (1890-1966), journaliste
- Vincenz Czerny (1842-1916), professeur de chirurgie et chercheur sur le cancer
- Georg von Falkenhayn (de) (1890-1955), membre du conseil d'administration de l'industrie de la levure d'Allemagne du Nord AG
- Wilhelm Fischel (de) (1851-1910), gynécologue
- Leo Fleischmann (de) (1871-1932), professeur de médecine dentaire
- Götz Frank (de) (né en 1944), professeur de droit public
- Robert Gersuny (de) (1844-1924), chirurgien, développeur de nombreuses méthodes chirurgicales (chirurgie plastique)
- Otto Gras (1864-1907), professeur de chimie
- Klaus-Dieter Grosser (de) (1933-2016), professeur de médecine interne
- Carl Haensel (1889-1968), avocat et écrivain, avocat de la défense au procès pour crimes de guerre de Nuremberg
- Michael Haubtmann (de) (1843-1921), peintre paysagiste
- Jürgen Herrlein (né en 1962), avocat et étudiant historien
- Erich Hoffmann (de) (1904-1989), professeur de sciences agricoles
- Heinz Horn (de) (1930-2015), gérant, président du conseil d'administration de Ruhrkohle AG
- Max Ilgner (de) (1899–1966), membre du conseil d'IG Farben AG
- Ott-Heinrich Keller (de) (1906–1990), professeur de mathématiques
- Alfred Knotz (de) (1844-1906), avocat et député du Reichsrat
- Rudolf Korb (de) (1845-1925), écrivain
- Horaz Krasnopolski (de) (1842-1908), professeur de droit civil
- Richard Cornelius Kukula (de) (1862-1919), professeur de philologie classique à Graz
- Eugen Leo Lederer (de) (1884-1947), maître de conférences en chimie à Brunswick
- Josef Neuwirth (de) (1855-1934), professeur d'histoire de l'art, premier recteur de TH Vienne
- Franz Perko (de) (1868-1919), médecin et député du parlement de Bohême
- Theodor Petřina (de) (1842–1928), professeur de médecine interne, interniste
- Willy Pfeiffer (de) (1879-1937), professeur de médecine ORL
- Alfred Přibram (de) (1841-1912), professeur de médecine interne
- Richard Pribram (de) (1847-1928), professeur de chimie
- August Leopold von Reuss (de) (1841–1924), professeur d'ophtalmologie
- Hugo Rex (de) (1861-1936), professeur d'anatomie
- Viktor Wilhelm Russ (de) (1840–1920), homme politique (député du Reichsrat)
- Gerhard Saager (de) (1910–1992), avocat administratif
- Karl Scheele (de) (1884-1966), professeur de médecine
- Karl Georg Schmidt (1904-1940), maire de Cologne
- Carl-Hubert Schwennicke (de) (1906–1992), député de la chambre des députés de Berlin
- Peter Selmer (de) (1934–2022), professeur de droit public
- Hans-Jochem Steim (de) (né en 1942), entrepreneur
- Kurt Steim (de) (1913-1983), entrepreneur
- Karl Hans Strobl (1877-1946), écrivain et avocat
- Anton Tausche (de) (1838–1898), enseignant itinérant en Bohême, député du Reichsrat
- Walter Tyrolf (de) (1901-1971), juge
- Hans Georg Willers (de) (né en 1928), gérant, PDG de Franz Haniel & Cie. Gmbh
- Bernd Wulffen (de) (né en 1940), ambassadeur, écrivain
- Eberhard Zahn (de) (1910-2010), récipiendaire de la croix de chevalier, gérant, président du conseil d'administration de Ruhr-Stickstoff AG
- Maxim Ziese (de) (1901-1955), dramaturge et romancier
- Franz Xaver Zimmermann (de) (1876–1959), professeur et écrivain

Avant 1900, il n'y a pas d'association d'anciens. Ceux qui quittent Prague et n'entretiennent plus de contacts réguliers avec l'Austria ne figurent donc parfois pas sur les listes de membres établies après 1900, bien qu'ils n'ont jamais formellement quitté le corps. Cela inclut Julius Kunkler (de).
L'appartenance à une fraternité peut avoir un impact à vie, même après le départ de la personne. Ces anciens Autrichiens sont Eduard Bacher (de), August Pleschner von Eichstett (de), Oscar Rex, Hermann Roskoschny (de) et Paul Schwarzkopf (de).

## Bibliographie

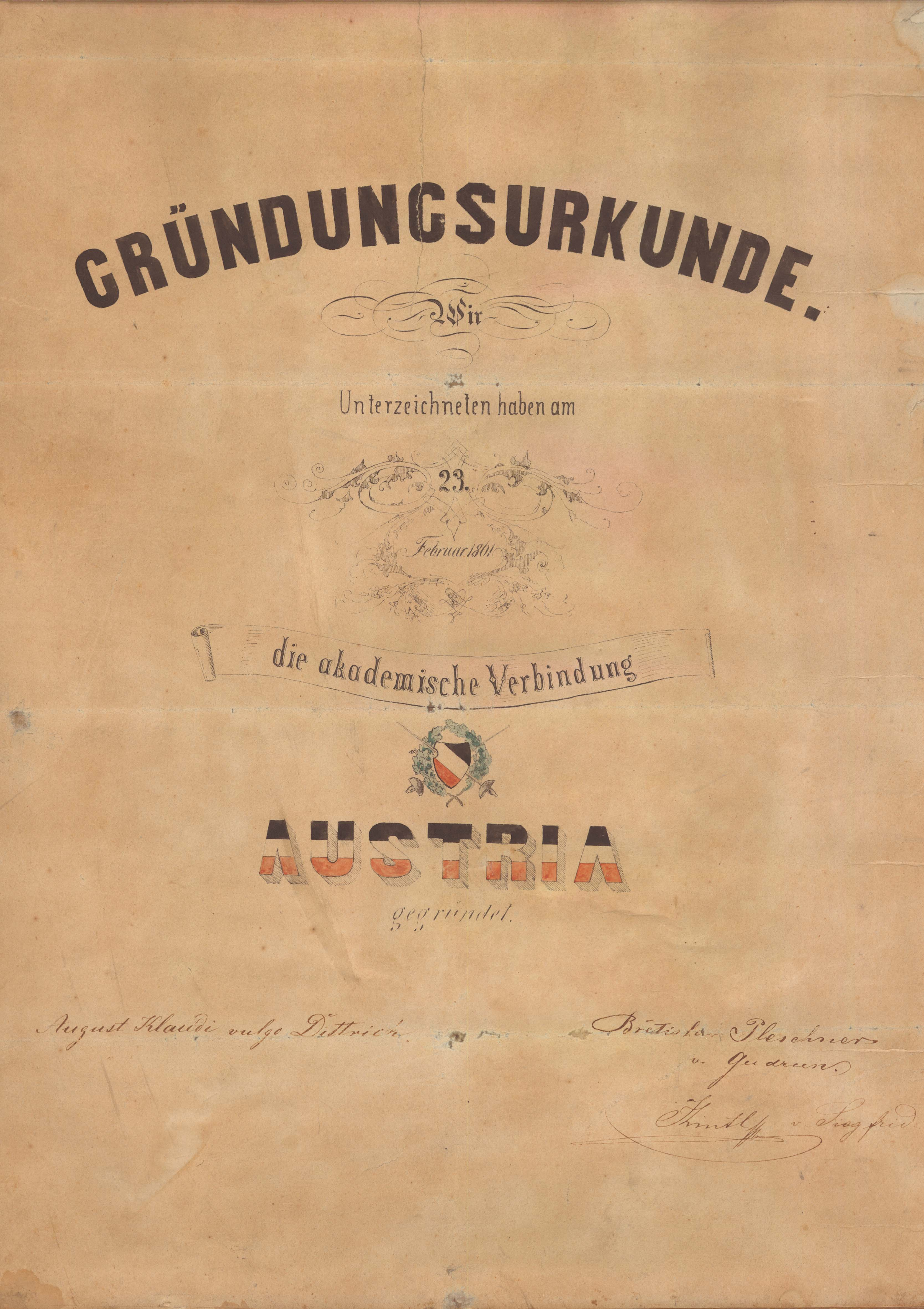
Charte d'incorporation (1861)
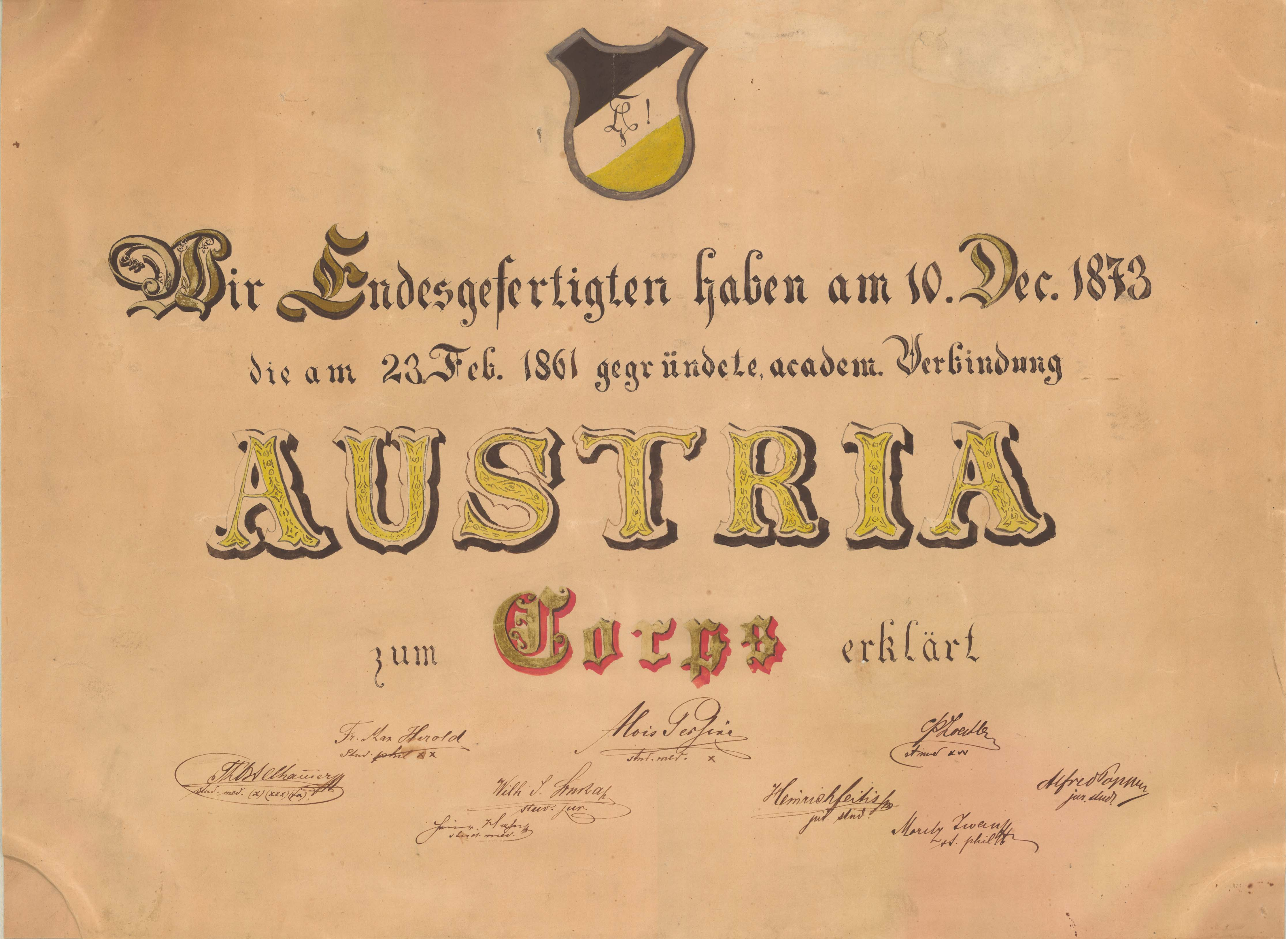
Acte de déclaration au Corps (1873)
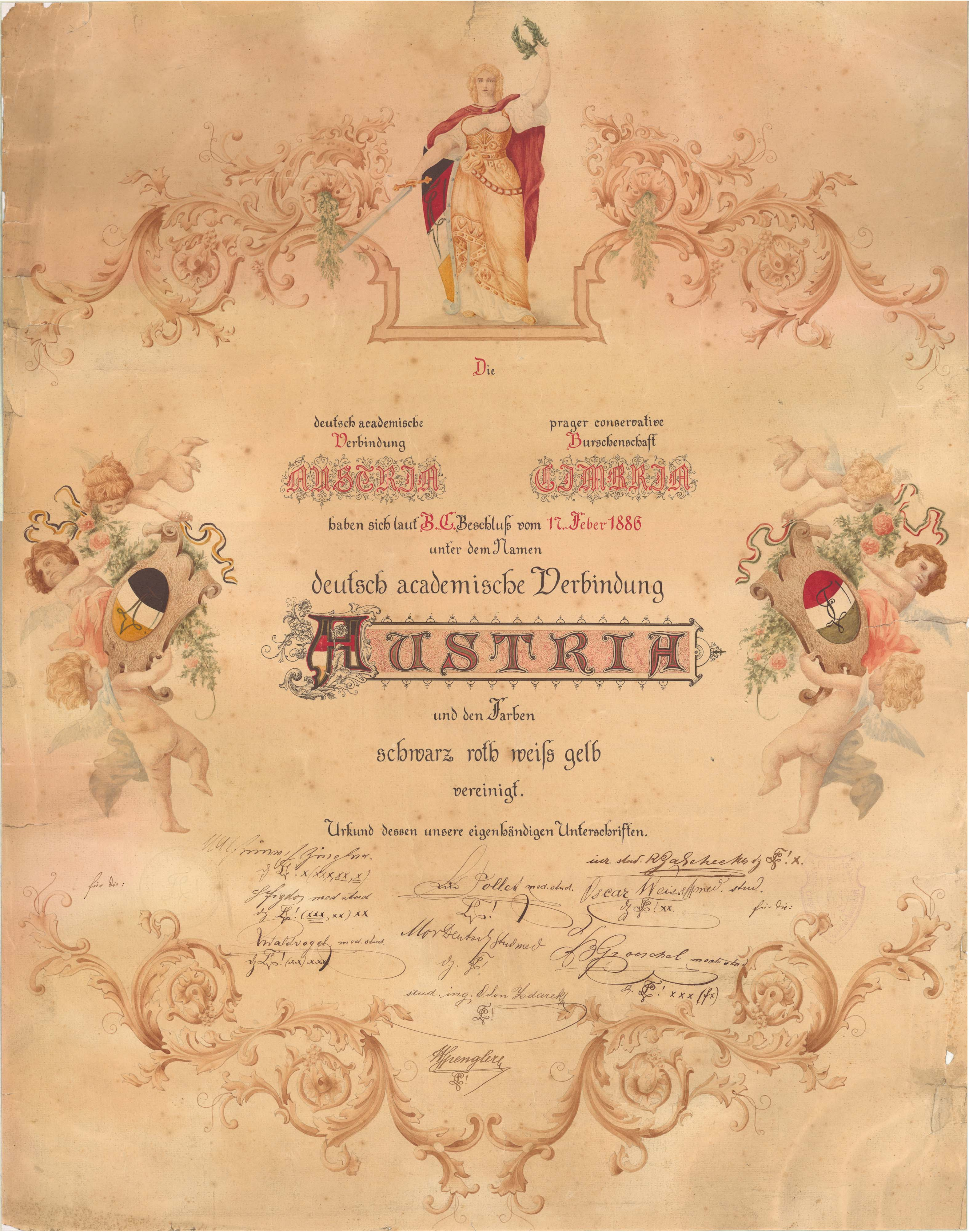
Document pour la fusion de l'Autriche avec Cimbria
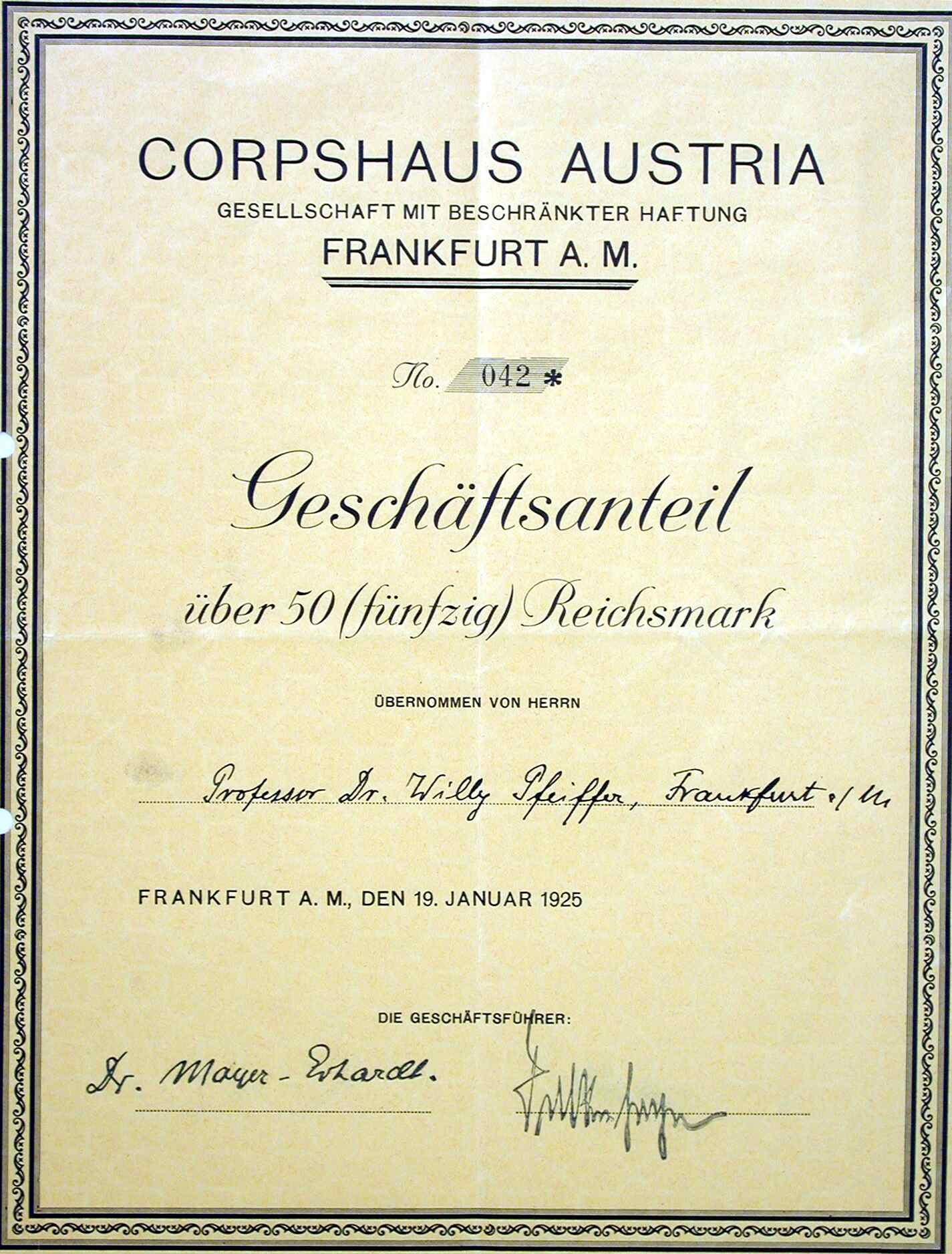
Certificat d'actions de l'ancienne maison du Corps (1925)